# Barkakana
Barkakana (en hindi: बर्काकाना ) es una localidad de la India, en el distrito de Ramgarh, estado de Jharkhand.

## Geografía
Se encuentra a una altitud de 352 m s. n. m. a 61 km de la capital estatal, Ranchi, en la zona horaria UTC +5:30.

## Demografía
Según estimación 2010 contaba con una población de 19 818 habitantes.